# Procureur général de Genève
Le procureur général de Genève est le premier magistrat du pouvoir judiciaire du canton de Genève (Suisse).
Il préside le ministère public, autorité ordinaire de poursuite pénale, ainsi que la Commission de gestion, organe de gouvernance du pouvoir judiciaire.
Il est élu par le corps électoral du canton pour un mandat de six ans, l'élection pouvant être tacite au cas où un seul candidat se présente. Ce poste est actuellement occupé par Olivier Jornot, élu par le Grand Conseil genevois le 1er décembre 2011 pour terminer le mandat de Daniel Zappelli, démissionnaire. Il a été réélu par le peuple le 13 avril 2014 contre Pierre Bayenet, réélu de manière tacite en 2020 et il ré-affrontera Pierre Bayenet en 2026.

## Histoire
La fonction voit le jour pour la première fois en 1534. Sous l'Ancien Régime, le procureur général est élu par le conseil général (corps rassemblant les citoyens et les bourgeois) pour trois ans et détient des compétences judiciaires, politiques et administratives. Il intervient ainsi dans les tutelles et curatelles, veille au recouvrement des amendes et surveille la police des constructions. En matière pénale, il exerce le ministère public en requérant contre les inculpés. En matière politique, il possède un « droit de remontrance » devant le Petit Conseil (gouvernement) qu'il exerce de sa propre initiative, au nom du Conseil des Deux-Cents (parlement) ou à la requête de citoyens. Alors que la constitution révolutionnaire de 1794 ne modifie pas ces attributions, l'occupation et l'annexion de Genève par la France entre 1798 et 1813 voit la fonction remplacée par un poste de procureur impérial soumis au ministère de la justice.
Rétablie avec le retrait des troupes françaises, la charge est soumise jusqu'au début du XXe siècle à une élection par le Grand Conseil. C'est en 1904 que le Parti socialiste dépose une initiative populaire avec pour objectif de faire élire les juges par le peuple et de mettre fin à la domination du Parti radical sur le monde judiciaire. Le 27 novembre de cette année, le peuple accepte un contre-projet prévoyant ce mode de désignation avec uniquement un régime spécifique pour les juges des prud'hommes.
À ce jour, la charge comporte plusieurs volets : le procureur général exerce la poursuite pénale, défend les personnes « méritant une protection spéciale » (mineurs, aliénés et personnes placées sous tutelle), veille au maintien de l'ordre public et à l'exécution des jugements.

## Rôle
Le procureur général, assisté de cinq Premiers procureurs et quarante-quatre procureurs composent le ministère public qui représente la société devant les juridictions pénales pour y soutenir l'accusation et requérir l'application de la loi. Le ministère public décide l'engagement ou le classement des poursuites pénales.   
Il peut ordonner des enquêtes policières préliminaires et est chargé de l'ouverture de l'instruction pénale. Il prononce lui-même des peines (ordonnances pénales) ou, au vu de la gravité du cas et en fonction de la peine qu'il entend requérir, il renvoie en jugement les prévenus devant les autorités compétentes (Tribunal pénal).  Lorsqu'un jugement est contesté, il représente l'État devant les juridictions de recours (Chambre d'Appel et de Recours, Tribunal fédéral par exemple). Il veille par ailleurs à l'exécution des décisions et jugements pénaux rendus par les autres juridictions pénales.

### Liste des procureurs

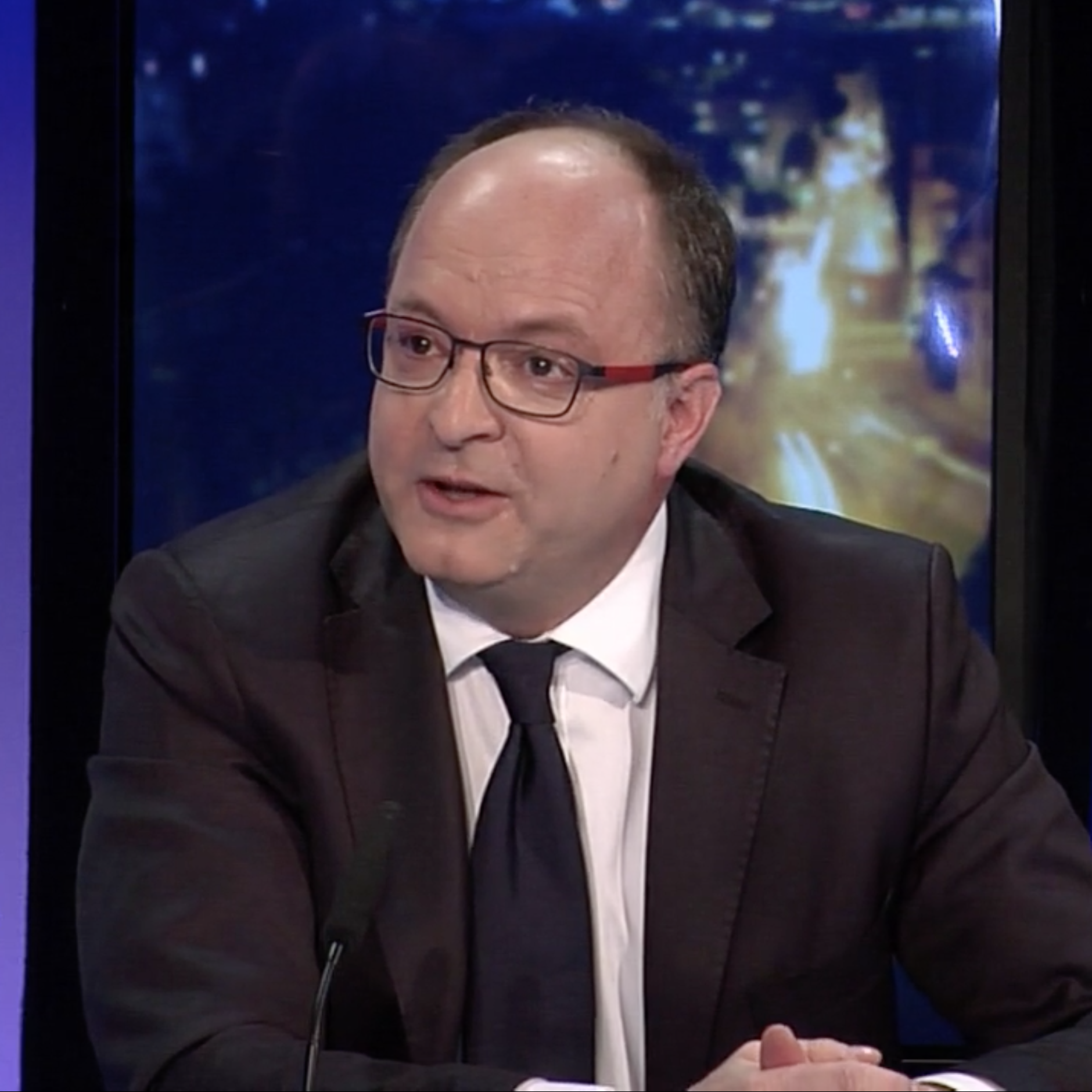
Olivier Jornot, procureur général de Genève depuis 2012.

En voici une liste partielle :
- 1897-1923 : Georges Navazza
- 1924-1931 : Alphonse Graz
- 1931-1931 : Georges Foëx
- 1932-1960 : Charles Cornu
- 1961-1974 : Jean Eger
- 1975-1985 : Raymond Foëx
- 1985-1990 : Bernard Corboz
- 1990-2002 : Bernard Bertossa
- 2002-2012 : Daniel Zappelli
- Depuis 2012 : Olivier Jornot

## Organisation du pouvoir judiciaire du canton de Genève
Le canton - souverain en tant que sa souveraineté n’est pas limitée par la Constitution fédérale (art. 3 Cst. féd.) - est responsable de l'exécution de certaines lois fédérales et des lois cantonales sur son territoire. Il dispose pour ce faire de juridictions dans tous les domaines du droit (droit civil, droit pénal, droit administratif).
Le canton de Genève a la particularité de ne former qu’un seul et unique arrondissement en matière judiciaire. C’est dire qu’il n’existe, pour tout le canton, qu’une seule juridiction de première instance en matière civile (le Tribunal civil) et une seule juridiction de première instance en matière pénale (le Tribunal pénal). La juridiction de seconde instance est confiée à la Cour de justice, constituée d’une cour civile, d’une cour pénale et d’une cour administrative ; la Cour de justice est donc l’équivalent de ce que la plupart des cantons nomment « Tribunal cantonal » (Kantonsgericht).
Dès lors, à Genève, le pouvoir judiciaire est exercé par:
- le Ministère public,
- le Tribunal civil, comprenant le Tribunal de première instance, le Tribunal des baux et loyers et la commission de conciliation en matière de baux et loyers,
- le Tribunal pénal, comprenant le Tribunal des mesures de contrainte, le Tribunal de police, le Tribunal correctionnel, le Tribunal criminel et le Tribunal d’application des peines et des mesures,
- le Tribunal de protection de l’adulte et de l’enfant
- la Justice de paix,
- le Tribunal des prud’hommes,
- le Tribunal des mineurs,
- le Tribunal administratif de première instance,
- la Cour de justice comprenant la Cour civile, soit la chambre civile, la chambre des baux et loyers, la chambre des prud’hommes, et la chambre de surveillance; la Cour pénale, soit la chambre pénale de recours et la chambre pénale d’appel et de révision; la Cour de droit public, soit la chambre administrative et la chambre des assurances sociales,
- la Cour d’appel du pouvoir judiciaire.

Aux conditions définies par la loi fédérale sur le Tribunal fédéral, les jugements et arrêts des juridictions genevoises peuvent être portés devant le Tribunal fédéral.
Les magistrats, très souvent élus tacitement via la Commission inter-partis , sont soumis à la surveillance du Conseil supérieur de la magistrature pendant la durée de leurs fonctions. On trouve la liste des magistrats genevois (par juridiction, par ancienneté, par répartition politique) sur le site internet de l'institution.
Le pouvoir judiciaire est gouverné par un organe nommé Commission de gestion. Cette commission se compose du Procureur général qui la préside, d’un magistrat d’un tribunal ou d’une cour civils, d’un magistrat d’une juridiction ou d’une cour pénales, d’un magistrat d’un tribunal ou d’une cour administratifs et d’un membre du personnel du pouvoir judiciaire. Par ailleurs, le Secrétaire général assiste aux séances de la Commission de gestion; il a voix consultative. Les membres de la Commission de gestion sont élus pour 3 ans et rééligibles une fois.

### Cour des comptes
Le 27 novembre 2005, les électeurs genevois approuvent la création d'une Cour des comptes sur le modèle français avec 85,9 % des voix.
Cette nouvelle entité est élue par le corps électoral, pour un mandat de 6 ans, en un seul collège et au système majoritaire. La cour des comptes genevoise compte 3 magistrats et 3 suppléants. Organe externe, indépendant et autonome, elle est chargée de contrôler l'administration cantonale, les institutions cantonales de droit public et les divers organismes subventionnés. Les contrôles qu'elle opère relève de son libre choix et font l'objet de rapports publics, pouvant comporter des recommandations, qui sont communiqués au Conseil d'État, au Grand Conseil ainsi qu'à l'entité contrôlée. Il est à relever que cette institution est une première en Suisse.
Ses magistrats sont élus pour la première fois le 24 septembre 2006 :
- Magistrats :
  - Stanislas Zuin
  - Antoinette Stalder - Démissionnaire, remplacée par Daniel Devaud lors d'une élection complémentaire le 18 septembre 2011.
  - Stéphane Geiger
- Suppléants :
  - Michel Ducommun
  - Marco Ziegler
  - Myriam Nicolazzi

Deux magistrats, Daniel Devaud et Stéphane Geiger, ne se sont pas représentés à l'élection du 4 novembre 2012. Le taux de participation était de 27,80 %.
- Magistrats :
  - François Paychère
  - Isabelle Terrier
  - Stanislas Zuin (2e mandat)
- Suppléants :
  - Hans Isler
  - Myriam Nicolazzi (2e mandat)
  - Marco Ziegler (2e mandat)

Étant la seule liste présente, cette-dernière, composée d’un ticket (PLR-PS-PDC-VERTS) est élue tacitement et l’élection prévue le 23 septembre 2018 est annulée. Isabelle Terrier et François Paychère se représentent en tant que magistrat tandis que la sortante Myriam Nicolazzi est à nouveau candidate au poste de magistrate suppléante.
- Magistrats :
  - Isabelle Terrier (2e mandat)
  - François Paychère (2e mandat)
  - Sophie Forster Carbonnier
- Suppléants :
  - Frédéric Varone
  - Dominik Spiess
  - Myriam Nicolazzi (3e mandat)